# Прапор Фландрії
Прапор Фландрії — офіційний символ бельгійського регіону Фландрія, затверджений 6 липня 1973 року. Прапор являє собою жовте полотнище із зображенням чорного «фламандського лева».